# Kajetan Kosma Damian Errico
Kajetan Kosma Damian Errico, właśc. Kajetan Errico, wł. Gaetano Errico (ur. 19 października 1791 w Secondigliano k. Neapolu, zm. 29 października 1860 tamże) – włoski kapłan, założyciel i przełożony generalny Zgromadzenia Misjonarzy Najświętszych Serc Jezusa i Maryi, święty Kościoła katolickiego.
Był drugim z dziewięciorga dzieci swoich rodziców. Szczególnie pomagał ojcu w pracy i opiekował się rodzeństwem. Studiował seminarium w Neapolu, a w dniu 23 września 1815 roku otrzymał święcenia kapłańskie. W 1818 roku św. Alfons Liguori ukazał mu się w wizji i powiedział, że Bóg chce, aby założył nowe zgromadzenie zakonne. W 1833 roku założył zgromadzenie Misjonarzy Najświętszych Serc Jezusa i Maryi.
Zmarł 29 października 1860 roku, mając 69 lat, w opinii świętości.
4 października 1974 roku papież Paweł VI ogłosił dekret o heroiczności jego cnót. Został beatyfikowany przez papieża Jana Pawła II w dniu 14 kwietnia 2002, a kanonizowany przez papieża Benedykta XVI w dniu 12 października 2008 roku.